# Corethrella bipigmenta
Corethrella (Corethrella) bipigmenta – gatunek muchówki z rodziny Corethrellidae.
Gatunek ten został opisany w 2012 roku przez Arta Borkenta i Ulmara Grafe, wyłącznie na podstawie samic.
Muchówka o czole z dwoma dużymi szczecinkami między oczami. Czułki ma brązowe z członami biczyka od pierwszego do czwartego wydłużonymi, podobnej długości co piąty. Głaszczki ma dwubarwne: dwa pierwsze człony są ciemnobrązowe, a następne jasnobrązowe. Ciemnobrązowe pleura tułowia kontrastują z jaśniejszymi scutum i scutellum. Na skrzydłach pigmentowane łuski występują tylko do przepaski środkowej; odsiebnie od niej takowych brak. Przezmianki są brązowe. Odnóża są jasnobrązowe z ciemnobrązową pigmentacją oraz ciemniejszymi nasadowymi częściami ud. Tergity odwłokowe od drugiego do siódmego są jasnobrązowe z przyciemnionymi przednio-bocznymi narożami, a ósmy jasny lub jasnobrązowy. Sternity są głównie jasnobrązowe z brązowymi przednimi częściami płytek od drugiej do szóstej. Ósmy i dziewiąty sternit odwłoka mają barwę brązową.
Owad znany wyłącznie z Borneo: z Parku Narodowego Ulu Temburong w Brunei. Zamieszkuje dojrzałe lasy dwuskrzydlowe porastające zbocza. Pasożytuje na narożnicy nosatej.